# Ethnofuturismus
Unter dem Begriff Ethnofuturismus versteht man eine literarische Strömung, die mit dem Zerfall der Sowjetunion Ende der 1980er Jahre in Estland ihren Anfang nahm. Der estnische Lyriker Karl Martin Sinijärv prägte den Begriff. Er breitete sich schnell über den kleinen Kreis von Tartuer Dichtern aus, in dessen Umfeld er entstanden war. Heute findet die Idee in vielen finno-ugrischen Literaturen Anhänger, besonders in Estland und in Udmurtien.

## Begriff
Der Ethnofuturismus strebt einerseits die ausdrückliche Rückbesinnung auf die eigenen Wurzeln der Volksdichtung und deren Eigenarten an (ethno). Er versteht sich in diesem Sinne als Literatur, die sich auf die eigene nationale Herkunft und deren Volkstradition besinnt.
Gleichzeitig ist die Dichtung zukunftsgewandt (Futurismus) und dem 21. Jahrhundert verhaftet. Sie lehnt daher die erstarrende Wiederholung alter Volkstraditionen oder folkloristische Rückwärtsgewandtheit ab. Der Ethnofuturismus will im Gegenteil Tradition mit der modernen Welt versöhnen. Das Konzept des Ethnofuturismus stellt damit den Versuch dar, die dichterischen Wurzeln des eigenen Volkes mit zeitgenössischen, internationalen Literaturströmungen in Einklang zu bringen.
Nach Jahrzehnten der Unterdrückung und Assimilierung der Nationalkulturen der finno-ugrischen Völker in der Sowjetunion strebt das Konzept des Ethnofuturismus auch die Findung einer selbstbewussten, zeitgemäßen „finno-ugrischen Identität“ in der globalisierten Welt des 21. Jahrhunderts an.
Der Ethnofuturismus befürwortet das Internet mit seiner Freiheit von Hierarchien und der Möglichkeit der Bildung von freien Netzwerken als zukunftsweisend für die kleinen Nationalkulturen der finno-ugrischen Völker.
Zu Vertretern des Ethnofuturismus werden estnische Autoren wie Karl Martin Sinijärv, Kauksi Ülle, Sven Kivisildnik und Kalju Lepik sowie der udmurtische Lyriker Viktor Schibanow gezählt.
Der Begriff Ethnofuturismus geht inzwischen über die Literatur hinaus und umfasst auch Kunstformen wie Musik und Bildende Kunst.